# Senryū
Senryū (jap.川柳, せんりゅう, "riječna vrba") je japanski oblik kratkog pjesništva sličan haikuu po građi. Tri reda sa 17 ili manje ukupnih mora (ili "on-a", često prevedenih kao slogova; za razlike, vidi onji). Senryū teži biti o ljudskim slabostima, dok haiku teži biti o prirodi. Senryū je često ciničan i crnohumoran dok je haiku ozbiljniji. Za razliku od haikua, senryū ne sadrži kireji (riječ koja reže) i uglavnom nema kigo, odnosno riječ godišnjeg doba.
Ime je dobio prema haikaijskom pjesniku iz razdoblja Eda, Senryūju Karaiju (柄井川柳, 1718. – 1790.) čija je zbirka Haifūyanagidaru (誹風柳多留) lansirala žanr u javnost.

## Referencije i knjige o senyruu
- J C Brown, Senryu: Poems of the People, Simon & Schuster Ltd, 1991, ISBN 978-0-8048-1664-9
- R. H. Blyth, translator, Senryu: Japanese Satirical Verses, The Hokuseido Press, ISBN 0-8371-2958-3 [1949, 230 pp, Incl. B&W sketches & some colored plates]
- R. H. Blyth, translator, Japanese Life and Character in Senryu, The Hokuseido Press, [1960, 630 pp.]
- R. H. Blyth, translator, Oriental Humour, The Hokuseido Press, [1960, 630 pp.]
- R. H. Blyth, translator, Edo Satirical Verse Anthologies, The Hokuseido Press, [1961, 312 pp.]
- Robin D. Gill, compiler and translator, Octopussy, Dry Kidney & Blue Spots – dirty themes from 18-19c Japanese poems, Paraverse Press, 2007. ISBN 978-0-9742618-5-0 [504 pp, 1300 senryu - Blyth mentioned that he could only introduce what the censors allowed; these are the type of senryū that were not allowed]
- Robin D. Gill, ditto, The Woman Without a Hole – & other risky themes from old Japanese poems [same as above but with different title and ISBN 978-0-9742618-8-1]
- Lorraine Ellis Harr (tombo), Selected Senryu, J & C Transcripts, 1976 [one of the earliest English-language senryū-only publications]
- James D. Hodgson, American Senryu, The Japan Times, 1992 ISBN 4-7890-0661-1 [U.S. ambassador to Japan from 1974-1977]
- Howard S. Levy and Junko Ohsawa, One Hundred Senryu Selections, So. Pasadena, CA, Langstaff Publications, 1979 ISBN 0-686-37532-7
- Alan Pizzarelli, Senryu Magazine, River Willow, 2001. [Although this book looks like a regular journal, it is the effort of Alan Pizzarelli only, done as a parody of haiku journals.]
- Makoto Ueda, Light Verse from the Floating World: An Anthology of Premodern Japanese Senryu, Columbia University Press, 1999. ISBN 0-231-11550-4 cloth ISBN 0-231-11551-2 pbk [273 pp., 400 senryu]
- Michael Dylan Welch, ed. Fig Newtons: Senryu to Go, Press Here, 1993 (the first anthology of English-language senryū[3])

## Vanjske poveznice
- 'A Brief Survey of Senryû by Women' by Hiroaki Sato in Modern Haiku, Volume 34.1, Spring 2003